# فهرست بازیکنان خارجی باشگاه فوتبال پرسپولیس
این نوشتار دربردارندهٔ فهرست بازیکنان خارجی باشگاه فوتبال پرسپولیس است. این بازیکنان خارج از ایران به دنیا آمده‌اند و هرگز برای تیم ملی فوتبال ایران بازی نکرده‌اند.

ایمن زاید در شهرآورد هفتاد و چهارم تهران دو تیم پرسپولیس و استقلال تهران با زدن سه گل موجب پیروزی تیم پرسپولیس شد؛ این در حالی بود که وی به عنوان بازیکن جانشین در نیمهٔ دوم به زمین آمده بود و پرسپولیس ده نفره بود.

## پیشینه

### پیش از انقلاب
نخستین بازیکن خارجی که برای باشگاه پرسپولیس بازی و گلزنی کرد بیلی مک‌کلور بود که در روز ۳۰ تیر ۱۳۵۶ به ذوب‌آهن در جام تخت جمشید ۱۳۵۶ گل زد. مک لوری نخستین گلزن خارجی لیگ فوتبال ایران نیز بود. او پیشتر در تیم دوم لیورپول بازی می‌کرد، و پس از مدت کوتاهی ایران را ترک کرد.
آلن ویتل اهل انگلستان، بازیکن خارجی بعدی پرسپولیس بود که در همان جام تخت جمشید ۱۳۵۶ بازی کرد. او پیش از پرسپولیس برای اورتون و کریستال پالاس بازی کرده‌بود. ویتل با وقوع انقلاب، از ایران رفت.

### دوران لیگ برتر
پس از انقلاب، تا سال‌ها پرسپولیس بازیکن خارجی نداشت؛ تا اینکه در ابتدای لیگ برتر ۸۳–۱۳۸۲، پرسپولیس دو بازیکن به نام‌های عیسی ترائوره و ساشا ایلیچ خرید. گئورگی گولسیانی بهترین گلزن خارجی تاریخ باشگاه پرسپولیس با زدن ۲۰ گل می‌باشند و همچنین گادوین منشا بهترین گلزن خارجی پرسپولیس در رقابت‌های آسیایی با زدن ۷ گل می‌باشد. همچنین عبدالکریم حسن نخستین بازیکن خارجی تاریخ باشگاه پرسپولیس بوده که توانسته در سال ۲۰۱۸ بهترین بازیکن فوتبال سال اسیا شود. گیورگی گولسیانی نخستین بازیکن خارجی تاریخ باشگاه پرسپولیس بوده که سابقه بازی را در تورنمنت جام ملت های اروپا ۲۰۲۴ دارد. و از این حیث رکورد دار در فوتبال ایران می باشد. استان ارونوف نخستین بازیکن خارجی تاریخ باشگاه پرسپولیس بوده که سابقه بازی در المپیک ۲۰۲۴ را برای تیم ملی فوتبال ازبکستان را دارد. و از این حیث رکورد دار در فوتبال ایران می باشد. پرافتخار ترین بازیکن خارجی پرسپولیس از حیث کسب جام بوژیدار رادوشویچ می‌باشد که توانسته ۵ قهرمانی در لیگ برتر، ۴ قهرمانی در سوپر جام، ۱ قهرمانی در جام حذفی و ۲ نایب قهرمانی در لیگ قهرمانان آسیا کسب کند. عیسی ترائوره (۱ گل در دربی)، ایمن زاید (۳ گل در دربی)، جری بنگتسون (۱ گل در دربی)، بشار رسن (۲ گل در دربی) و گیورگی گولسیانی (۲ گل در دربی) ۵ بازیکن خارجی تاریخ باشگاه پرسپولیس هستند که در شهرآورد تهران موفق به گلزنی شده‌اند؛ و ایمن زاید تنها بازیکن خارجی پرسپولیس است که در شهرآورد تهران ظرف مدت ۹ دقیقه موفق به زدن ۳ گل (سریع‌ترین هت‌تریک تاریخ شهرآورد تهران) شده‌است و بهترین گلزن خارجی پرسپولیس در شهرآورد تهران است.گیورگی گولسیانی نخستین مدافع  خارجی تاریخ باشگاه پرسپولیس بوده که در شهراورد تهران موفق به ثبت دو گل (دبل) شده است. ایمن زاید تنها بازیکن خارجی پرسپولیس است که در آسیا توانسته هت‌تریک کند. نیلسون کوریا جونیور مسن‌ترین بازیکن خارجی پرسپولیس با ۳۸ سال سن در شهرآورد تهران بوده که توانسته‌است ۴ بار دروازه خود را در شهرآورد تهران به مدت ۴۰۵ دقیقه بسته نگه دارد. جری بنگتسون تنها بازیکن خارجی پرسپولیس است که زننده دیرترین گل در شهرآورد تهران می‌باشد (دقیقه ۹۶). بشار رسن دارای رکورد بیشترین بازی با ۱۰۴ بازی بین خارجی‌های پرسپولیس است. همچنین بشار رسن با ۲ بارحضور در فینال و ۳ بار حضور در نیمه نهایی پرافتخارترین بازیکن خارجی تاریخ باشگاه پرسپولیس در لیگ قهرمانان آسیا است. نیلسون کوریا جونیور با (ثبت ۳۵ کلین شیت) و بوژیدار رادوشویچ با (ثبت ۲۳ کلین شیت) توانسته‌اند در بین دروازه‌بانان خارجی پرسپولیس بیشترین تعداد مرتبه دروازه خود را در لیگ برتر بسته نگه دارند. به‌طوری که نیلسون کوریا جونیور با ثبت ۱۸ کلین شیت در ۳۰ بازی و بوژیدار رادوشویچ با ثبت ۱۱ کلین شیت در ۱۶ بازی و همچنین الکسیس گندوز با ثبت ۱۵ کلین شیت در ۳۷ بازی موفق به ثبت بیشترین تعداد کلین شیت در میان دروازه‌بانان خارجی باشگاه پرسپولیس شده‌اند.

## فهرست
- تاریخ به‌روزرسانی: ۲۷ مرداد ۱۴۰۴[۹]

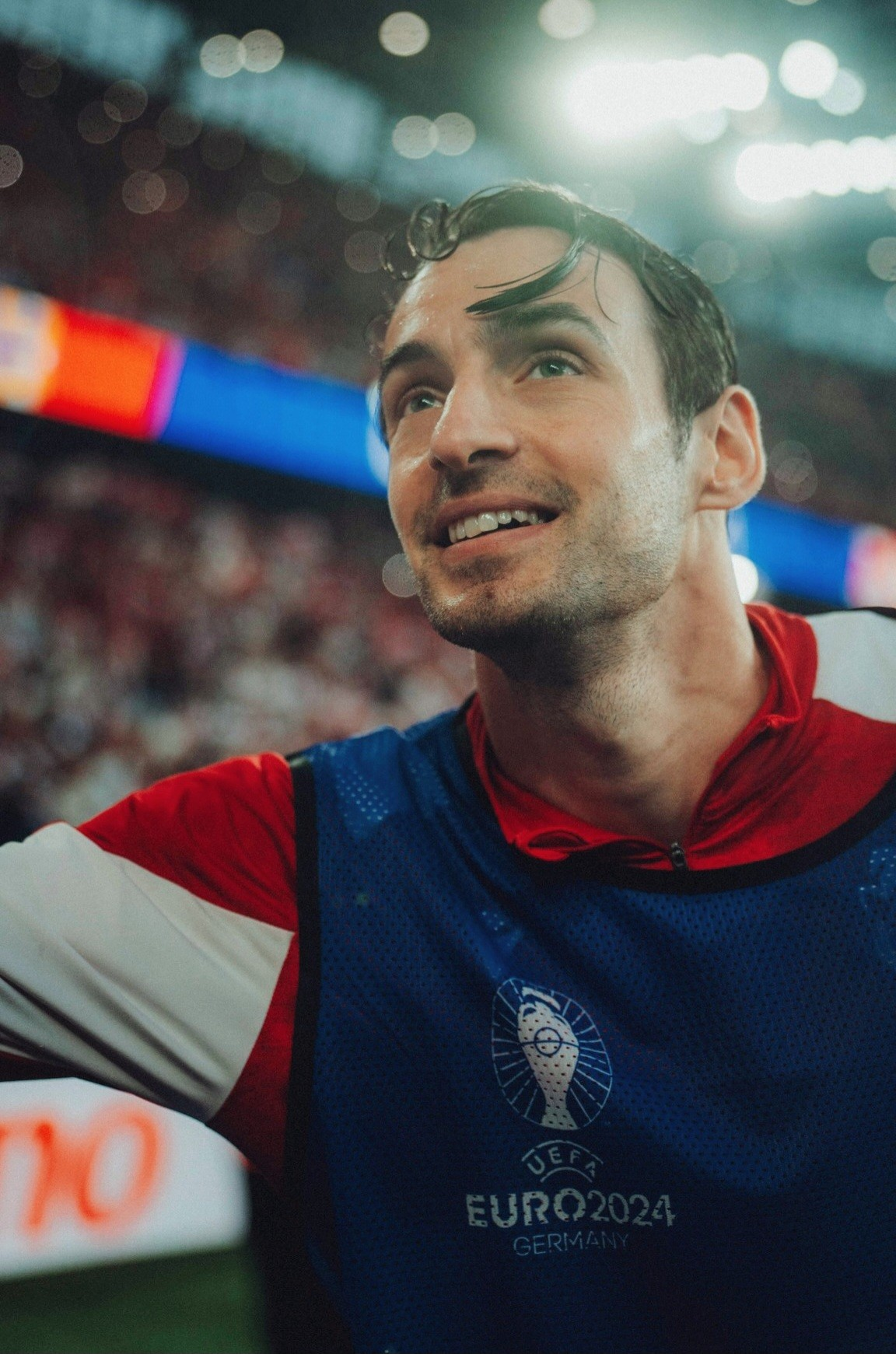
گئورگی گولسیانی، رکورددار تعداد گل زده در بین بازیکنان خارجی تاریخ باشگاه پرسپولیس

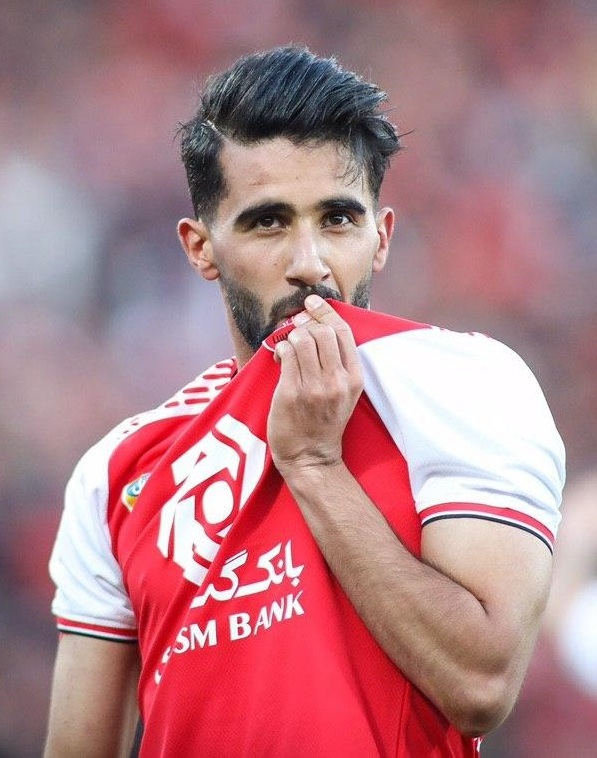
بشار رسن رکورددار تعداد بازی در بین بازیکنان خارجی تاریخ باشگاه پرسپولیس.

| فهرست بازیکنان خارجی باشگاه فوتبال پرسپولیس | فهرست بازیکنان خارجی باشگاه فوتبال پرسپولیس | فهرست بازیکنان خارجی باشگاه فوتبال پرسپولیس | فهرست بازیکنان خارجی باشگاه فوتبال پرسپولیس | فهرست بازیکنان خارجی باشگاه فوتبال پرسپولیس | فهرست بازیکنان خارجی باشگاه فوتبال پرسپولیس | فهرست بازیکنان خارجی باشگاه فوتبال پرسپولیس | فهرست بازیکنان خارجی باشگاه فوتبال پرسپولیس | فهرست بازیکنان خارجی باشگاه فوتبال پرسپولیس |
| #                                           | نام                                         | کشور                                        | پست                                         | دوران بازی                                  | بازی                                        | گل                                          | پاس گل                                      | کلین شیت                                    |
| ------------------------------------------- | ------------------------------------------- | ------------------------------------------- | ------------------------------------------- | ------------------------------------------- | ------------------------------------------- | ------------------------------------------- | ------------------------------------------- | ------------------------------------------- |
| ۱                                           | بیلی مک‌کلور                                 | اسکاتلند                                    | هافبک                                       | ۱۳۵۶                                        | ۵                                           | ۱                                           | ؟                                           | _                                           |
| ۲                                           | آلن ویتل                                    | انگلستان                                    | هافبک                                       | ۱۳۵۶–۱۳۵۷                                   | ۳۴                                          | ۱۶                                          | ؟                                           | _                                           |
| ۳                                           | عیسی ترائوره                                | مالی                                        | هافبک                                       | ۱۳۸۲–۱۳۸۳                                   | ۲۰                                          | ۳                                           | ۰                                           | _                                           |
| ۴                                           | ساشا ایلیچ                                  | مقدونیه شمالی                               | دروازه‌بان                                   | ۱۳۸۲–۱۳۸۳                                   | ۳۱                                          | ۰                                           | ۰                                           | ۱۰                                          |
| ۵                                           | کریستوفر ره                                 | لیبریا · فرانسه                             | مهاجم                                       | ۱۳۸۲                                        | ۰                                           | ۰                                           | ۰                                           | _                                           |
| ۶                                           | سامبو چوجی                                  | نیجریه                                      | مهاجم                                       | ۱۳۸۳                                        | ۱۲                                          | ۱                                           | ؟                                           | _                                           |
| ۷                                           | ایلیا پروسکی                                | مقدونیه شمالی                               | مدافع                                       | ۱۳۸۳–۱۳۸۴                                   | ۱۳                                          | ۰                                           | ؟                                           | _                                           |
| ۸                                           | یان نیکولوسکی                               | مقدونیه شمالی                               | دروازه‌بان                                   | ۱۳۸۳–۱۳۸۴                                   | ۰                                           | ۰                                           | ۰                                           | ۰                                           |
| ۹                                           | کارلوس ریوه‌را                               | پاناما                                      | مدافع                                       | ۱۳۸۴                                        | ۰                                           | ۰                                           | ۰                                           | _                                           |
| ۱۰                                          | خوزه آنتونی تورس                            | پاناما                                      | مدافع                                       | ۱۳۸۴                                        | ۱                                           | ۰                                           | ؟                                           | _                                           |
| ۱۱                                          | رافائل ادرهو                                | نیجریه                                      | مهاجم                                       | ۱۳۸۴–۱۳۸۵                                   | ۶                                           | ۱                                           | ؟                                           | _                                           |
| ۱۲                                          | ژاک الونگ‌الونگ†                             | کامرون                                      | هافبک                                       | ۱۳۸۴–۱۳۸۷                                   | ۳۸                                          | ۰                                           | ۰                                           | _                                           |
| ۱۳                                          | روبرت ساها                                  | جمهوری چک                                   | مدافع                                       | ۱۳۸۴–۱۳۸۶                                   | ۳۱                                          | ۱                                           | ۶                                           | _                                           |
| ۱۴                                          | لوی صلاح حسن                                | عراق                                        | مهاجم                                       | ۱۳۸۵–۱۳۸۶                                   | ۸                                           | ۲                                           | ؟                                           | _                                           |
| ۱۵                                          | زیاد شعبو                                   | سوریه                                       | مهاجم                                       | ۱۳۸۵–۱۳۸۶                                   | ۹                                           | ۳                                           | ؟                                           | _                                           |
| ۱۶                                          | طارق جبان                                   | سوریه                                       | مدافع                                       | ۱۳۸۵–۱۳۸۶                                   | ۵                                           | ۰                                           | ؟                                           | _                                           |
| ۱۷                                          | خورخه گائونا                                | پاراگوئه                                    | هافبک                                       | ۱۳۸۶–۱۳۸۷                                   | ۲                                           | ۰                                           | ؟                                           | _                                           |
| ۱۸                                          | ماته دراگه‌چوویچ                             | کرواسی                                      | مهاجم                                       | ۱۳۸۶–۱۳۸۷                                   | ۱۲                                          | ۳                                           | ؟                                           | _                                           |
| ۱۹                                          | ابراهیم توره                                | سنگال                                       | مهاجم                                       | ۱۳۸۷–۱۳۸۸                                   | ۳۱                                          | ۱۳                                          | ۴                                           | _                                           |
| ۲۰                                          | ایوان پتروویچ                               | صربستان                                     | هافبک                                       | ۱۳۸۷–۱۳۸۸                                   | ۳۳                                          | ۱                                           | ۱۰                                          | _                                           |
| ۲۱                                          | فرانک آتسو                                  | توگو                                        | مدافع                                       | ۱۳۸۷–۱۳۸۸                                   | ۱۰                                          | ۰                                           | ؟                                           | _                                           |
| ۲۲                                          | پائولو دی کارمو                             | برزیل                                       | مهاجم                                       | ۱۳۸۷                                        | ۸                                           | ۱                                           | ؟                                           | _                                           |
| ۲۳                                          | اشپیتیم آرفی                                | آلمان · کوزوو · آلبانی                      | مهاجم                                       | ۱۳۸۸–۱۳۸۹                                   | ۳۲                                          | ۹                                           | ۰                                           | _                                           |
| ۲۴                                          | تیاگو آلوز فراگا                            | برزیل                                       | هافبک                                       | ۱۳۸۸–۱۳۹۰                                   | ۴۸                                          | ۴                                           | ۰                                           | _                                           |
| ۲۵                                          | وسلی برازیلیا                               | برزیل                                       | مهاجم                                       | ۱۳۸۸–۱۳۸۹                                   | ۱۴                                          | ۲                                           | ؟                                           | _                                           |
| ۲۶                                          | هوار ملا محمد                               | عراق                                        | هافبک                                       | ۱۳۸۸–۱۳۸۹                                   | ۲۳                                          | ۶                                           | ۲                                           | _                                           |
| ۲۷                                          | هروه اوساله                                 | بورکینافاسو                                 | مهاجم                                       | ۱۳۸۹                                        | ۰                                           | ۰                                           | ۰                                           | _                                           |
| ۲۸                                          | سکو برت                                     | مالی                                        | مدافع                                       | ۱۳۸۹–۱۳۹۰                                   | ۶                                           | ۱                                           | ۰                                           | _                                           |
| ۲۹                                          | ممدو تال                                    | بورکینافاسو                                 | مدافع                                       | ۱۳۹۰–۱۳۹۱                                   | ۱۰                                          | ۰                                           | ۱                                           | _                                           |
| ۳۰                                          | ایمن زاید                                   | لیبی · جمهوری ایرلند                        | مهاجم                                       | ۱۳۹۰–۱۳۹۲                                   | ۲۱                                          | ۱۲                                          | ۱                                           | _                                           |
| ۳۱                                          | آسمیر آودوکیچ                               | بوسنی و هرزگوین                             | دروازه‌بان                                   | ۱۳۹۰                                        | ۷                                           | ۰                                           | ۰                                           | ۱                                           |
| ۳۲                                          | نیلسون کوریا جونیور                         | برزیل                                       | دروازه‌بان                                   | ۱۳۹۱–۱۳۹۳                                   | ۷۳                                          | ۰                                           | ۰                                           | ۳۵                                          |
| ۳۳                                          | روبرتو ده سوسا رزنده                        | برزیل                                       | هافبک                                       | ۱۳۹۱                                        | ۳                                           | ۰                                           | ۰                                           | _                                           |
| ۳۴                                          | کی‌وون جون                                   | کره جنوبی                                   | هافبک                                       | ۱۳۹۱                                        | ۰                                           | ۰                                           | ۰                                           | _                                           |
| ۳۵                                          | ولاتکو گروزدانوسکی                          | مقدونیه شمالی                               | هافبک                                       | ۱۳۹۲–۱۳۹۴                                   | ۱۱                                          | ۲                                           | ۰                                           | _                                           |
| ۳۶                                          | مارکو پروویچ                                | صربستان                                     | هافبک                                       | ۱۳۹۲–۱۳۹۴                                   | ۱۶                                          | ۲                                           | ۰                                           | _                                           |
| ۳۷                                          | مارکو شپانوویچ                              | مونته‌نگرو                                   | هافبک                                       | ۱۳۹۲–۱۳۹۴                                   | ۱                                           | ۰                                           | ۰                                           | _                                           |
| ۳۸                                          | مایکل اومانیا                               | کاستاریکا                                   | مدافع                                       | ۱۳۹۳–۱۳۹۴                                   | ۵۱                                          | ۰                                           | ۰                                           | _                                           |
| ۳۹                                          | ژوزه تادئو مورو ژونیور                      | برزیل                                       | مهاجم                                       | ۱۳۹۳–۱۳۹۴                                   | ۵                                           | ۱                                           | ۰                                           | _                                           |
| ۴۰                                          | فرناندو گابریل                              | برزیل                                       | هافبک                                       | ۱۳۹۳–۱۳۹۴                                   | ۱۳                                          | ۰                                           | ۳                                           | _                                           |
| ۴۱                                          | لوکا ماریچ                                  | کرواسی                                      | مدافع                                       | ۱۳۹۴–۱۳۹۵                                   | ۲۱                                          | ۰                                           | ۰                                           | _                                           |
| ۴۲                                          | جری بنگتسون                                 | هندوراس                                     | مهاجم                                       | ۱۳۹۴–۱۳۹۵                                   | ۲۱                                          | ۷                                           | ۱                                           | _                                           |
| ۴۳                                          | الکساندر لوبانوف                            | ازبکستان                                    | دروازه‌بان                                   | ۱۳۹۴–۱۳۹۵                                   | ۸                                           | ۰                                           | ۰                                           | ۱                                           |
| ۴۴                                          | اولکسی پولیانسکی                            | اوکراین                                     | مدافع                                       | ۱۳۹۵                                        | ۴                                           | ۰                                           | ۰                                           | _                                           |
| ۴۵                                          | وولودیمیر پریموف                            | اوکراین                                     | مهاجم                                       | ۱۳۹۵                                        | ۱۱                                          | ۱                                           | ۰                                           | _                                           |
| ۴۶                                          | آنتونی گولچ                                 | استرالیا                                    | مدافع                                       | ۱۳۹۵                                        | ۰                                           | ۰                                           | ۰                                           | _                                           |
| ۴۷                                          | بوژیدار رادوشوویچ                           | کرواسی                                      | دروازه‌بان                                   | ۱۳۹۶–۱۴۰۰                                   | ۴۲                                          | ۰                                           | ۰                                           | ۲۳                                          |
| ۴۸                                          | گادوین منشا                                 | نیجریه                                      | مهاجم                                       | ۱۳۹۶–۱۳۹۷                                   | ۶۳                                          | ۱۴                                          | ۵                                           | _                                           |
| ۴۹                                          | بشار رسن                                    | عراق                                        | هافبک                                       | ۱۳۹۶–۱۳۹۹                                   | ۱۰۴                                         | ۵                                           | ۱۱                                          | _                                           |
| ۵۰                                          | ماریو بودیمیر                               | کرواسی                                      | مهاجم                                       | ۱۳۹۷–۱۳۹۸                                   | ۱۸                                          | ۲                                           | ۲                                           | _                                           |
| ۵۱                                          | جونیور براندائو                             | برزیل                                       | مهاجم                                       | ۱۳۹۸                                        | ۶                                           | ۰                                           | ۰                                           | _                                           |
| ۵۲                                          | کریستین اوساگونا                            | نیجریه                                      | مهاجم                                       | ۱۳۹۸–۱۳۹۹                                   | ۱۰                                          | ۱                                           | ۱                                           | _                                           |
| ۵۳                                          | آنتونی استوکس                               | جمهوری ایرلند                               | مهاجم                                       | ۱۳۹۸                                        | ۳                                           | ۰                                           | ۰                                           | _                                           |
| ۵۴                                          | وحدت حنانوف                                 | تاجیکستان                                   | مدافع                                       | ۱۴۰۰–۱۴۰۳                                   | ۴۲                                          | ۱                                           | ۱                                           | _                                           |
| ۵۵                                          | منوچهر صفروف                                | تاجیکستان                                   | مدافع                                       | ۱۴۰۰–۱۴۰۱                                   | ۵                                           | ۰                                           | ۰                                           | _                                           |
| ۵۶                                          | شیرزاد تمیروف                               | ازبکستان                                    | مهاجم                                       | ۱۴۰۰–۱۴۰۱                                   | ۱۲                                          | ۱                                           | ۱                                           | _                                           |
| ۵۷                                          | گئورگی گولسیانی                             | گرجستان                                     | مدافع                                       | ۱۴۰۱–۱۴۰۴                                   | ۱۰۰                                         | ۲۰                                          | ۰                                           | _                                           |
| ۵۸                                          | یورگن لوکادیا                               | هلند · کوراسائو                             | مهاجم                                       | ۱۴۰۱                                        | ۹                                           | ۶                                           | ۰                                           | _                                           |
| ۵۹                                          | شیخ دیاباته                                 | مالی                                        | مهاجم                                       | ۱۴۰۱–۱۴۰۲                                   | ۹                                           | ۳                                           | ۰                                           | _                                           |
| ۶۰                                          | لئاندرو پریرا                               | برزیل                                       | مهاجم                                       | ۱۴۰۱–۱۴۰۲                                   | ۱۱                                          | ۱                                           | ۱                                           | _                                           |
| ۶۱                                          | نبیل باهویی                                 | سوئد                                        | مهاجم                                       | ۱۴۰۲                                        | ۱۱                                          | ۱                                           | ۱                                           | _                                           |
| ۶۲                                          | عبدالکریم حسن                               | قطر                                         | مدافع                                       | ۱۴۰۲–۱۴۰۳                                   | ۱۵                                          | ۰                                           | ۱                                           | _                                           |
| ۶۳                                          | اوستون ارونوف                               | ازبکستان                                    | هافبک                                       | ۱۴۰۲–                                       | ۴۱                                          | ۱۲                                          | ۲                                           | _                                           |
| ۶۴                                          | ایوب العملود                                | مراکش                                       | مدافع                                       | ۱۴۰۳–۱۴۰۴                                   | ۲۵                                          | ۱                                           | ۱                                           | _                                           |
| ۶۵                                          | الکسیس گندوز                                | فرانسه · الجزایر                            | دروازه‌بان                                   | ۱۴۰۳-۱۴۰۴                                   | ۳۷                                          | ۰                                           | ۰                                           | ۱۵                                          |
| ۶۶                                          | لوکاس ژوآئو                                 | پرتغال · آنگولا                             | مهاجم                                       | ۱۴۰۳                                        | ۱۵                                          | ۱                                           | ۲                                           | _                                           |
| ۶۷                                          | سردار دورسون                                | آلمان · ترکیه                               | مهاجم                                       | ۱۴۰۳–                                       | ۱۵                                          | ۵                                           | ۰                                           | _                                           |
| ۶۸                                          | تیوی بیفوما                                 | فرانسه · جمهوری کنگو                        | هافبک                                       | ۱۴۰۴-                                       | ۰                                           | ۰                                           | ۰                                           | _                                           |
| ۶۹                                          | مارکو باکیچ                                 | مونته‌نگرو                                   | هافبک                                       | ۱۴۰۴-                                       | ۱                                           | ۰                                           | ۰                                           | _                                           |
| ۷۰                                          | سرژ اوریه                                   | ساحل عاج                                    | مدافع                                       | ۱۴۰۴–                                       | ۰                                           | ۰                                           | ۰                                           | _                                           |

## آمار و رکوردها

### آمار بر پایه گلزنان
- تاریخ به‌روز رسانی: ۲۷ مرداد ۱۴۰۴
- فهرست برترین گلزنان خارجی تاریخ پرسپولیس

| ردیف | کشور                             | نام             | گل | بازی |
| ---- | -------------------------------- | --------------- | -- | ---- |
| ۱    | گرجستان                          | گئورگی گولسیانی | ۲۰ | ۱۰۰  |
| ۲    | انگلستان                         | آلن ویتل        | ۱۶ | ۳۴   |
| ۳    | نیجریه                           | گادوین منشا     | ۱۴ | ۶۳   |
| ۴    | مالی                             | ابراهیم توره    | ۱۳ | ۳۱   |
| ۵    | جمهوری ایرلند                    | ایمن زاید       | ۱۲ | ۲۱   |
| ۶    | ازبکستان                         | اوستون ارونوف   | ۱۲ | ۴۱   |
| ۷    | جمهوری فدرال سوسیالیستی یوگسلاوی | اشپیتیم آرفی    | ۹  | ۳۲   |
| ۸    | هندوراس                          | جری بنگتسون     | ۷  | ۲۱   |
| ۹    | کوراسائو                         | یورگن لوکادیا   | ۶  | ۹    |
| ۱۰   | عراق                             | هوار ملا محمد   | ۶  | ۲۳   |
| ۱۱   | عراق                             | بشار رسن        | ۵  | ۱۰۴  |
| ۱۲   | ترکیه                            | سردار دورسون    | ۵  | ۱۵   |

### آمار بر پایه تعداد بازی‌ها
- تاریخ به‌روز رسانی: ۲۷ مرداد ۱۴۰۴
- فهرست بازیکنان خارجی ای که بیشترین بازی را برای پرسپولیس کرده‌اند.

| ردیف | کشور                             | نام                 | بازی |
| ---- | -------------------------------- | ------------------- | ---- |
| ۱    | عراق                             | بشار رسن            | ۱۰۴  |
| ۲    | گرجستان                          | گئورگی گولسیانی     | ۱۰۰  |
| ۳    | برزیل                            | نیلسون کوریا جونیور | ۷۳   |
| ۴    | نیجریه                           | گادوین منشا         | ۶۳   |
| ۵    | کاستاریکا                        | مایکل اومانیا       | ۵۱   |
| ۶    | برزیل                            | تیاگو آلوز فراگا    | ۴۸   |
| ۷    | کرواسی                           | بوژیدار رادوشویچ    | ۴۲   |
| ۸    | تاجیکستان                        | وحدت حنانوف         | ۴۲   |
| ۹    | ازبکستان                         | اوستون ارونوف       | ۴۱   |
| ۱۰   | کامرون                           | ژاک الونگ‌الونگ†     | ۳۸   |
| ۱۱   | الجزایر                          | الکسیس گندوز        | ۳۷   |
| ۱۲   | انگلستان                         | آلن ویتل            | ۳۴   |
| ۱۳   | صربستان                          | ایوان پترویچ        | ۳۳   |
| ۱۴   | جمهوری فدرال سوسیالیستی یوگسلاوی | اشپیتیم آرفی        | ۳۲   |
| ۱۵   | سنگال                            | ابراهیم توره        | ۳۱   |
| ۱۶   | جمهوری چک                        | روبرت ساها          | ۳۱   |
| ۱۷   | مقدونیه شمالی                    | ساشا ایلیچ          | ۳۱   |

### آمار بر پایه فصل‌های حضور
- فهرست بازیکنانی که که دو یا بیش از دو فصل برای پرسپولیس بازی کرده‌اند.

| ردیف | کشور      | نام                 | فصل‌ها |
| ---- | --------- | ------------------- | ----- |
| ۱    | کرواسی    | بوژیدار رادوشویچ    | ۵     |
| ۲    | گرجستان   | گئورگی گولسیانی     | ۳     |
| ۳    | عراق      | بشار رسن            | ۳     |
| ۴    | کامرون    | ژاک الونگ‌الونگ†     | ۳     |
| ۵    | تاجیکستان | وحدت حنانوف         | ۳     |
| ۶    | کاستاریکا | مایکل اومانیا       | ۲     |
| ۷    | برزیل     | تیاگو آلوز فراگا    | ۲     |
| ۸    | برزیل     | نیلسون کوریا جونیور | ۲     |

### حضور بر پایه قاره
- فهرست بازیکنان پرسپولیس بر پایه قاره.

| ردیف | قاره   | تعداد بازیکن |
| ---- | ------ | ------------ |
| ۱    | اروپا  | ۲۷           |
| ۲    | آمریکا | ۱۵           |
| ۳    | آفریقا | ۱۷           |
| ۴    | آسیا   | ۱۳           |

+نکته: بازیکنان دورگه دوبار حساب شده‌اند.

## شهرآورد تهران

### بیشترین حضور بازیکن خارجی پرسپولیس در شهرآورد تهران
| ردیف | نام بازیکن          | تعداد بازی | تعداد برد | تعداد مساوی | تعداد باخت |
| ---- | ------------------- | ---------- | --------- | ----------- | ---------- |
| ۱    | بشار رسن            | ۷          | ۳         | ۳           | ۱          |
| ۲    | گئورگی گولسیانی     | ۶          | ۴         | ۲           | ۰          |
| ۳    | نیلسون کوریا جونیور | ۵          | ۱         | ۴           | ۰          |

### لیست گلزنان خارجی پرسپولیس در شهرآورد تهران
| ردیف | نام بازیکن      | شماره دربی | دقیقه        | تعداد گل در دربی |
| ---- | --------------- | ---------- | ------------ | ---------------- |
| ۱    | ایمن زاید       | ۷۵         | ۸۲، ۸۳، ۹۰+۱ | ۳                |
| ۲    | بشار رسن        | ۹۲         | ۸۹           | ۲                |
| ۲    | بشار رسن        | ۹۳         | ۴۹           | ۲                |
| ۳    | گئورگی گولسیانی | ۹۹         | ۱۶، ۸۹       | ۲                |
| ۴    | عیسی ترائوره    | ۵۶         | ۷۰           | ۱                |
| ۵    | جری بنگتسون     | ۸۲         | ۹۰+۶         | ۱                |